# Sucrone
Sucrone è un personaggio dell'Eneide di Virgilio, presente nel dodicesimo e ultimo libro.

## Il mito

### Le origini
Sucrone è un guerriero rutulo dell'esercito di Turno nella guerra che vede opposti italici e troiani sbarcati nel Lazio sotto la guida di Enea dopo la distruzione di Troia.

### La morte
Sucrone viene ucciso da Enea in combattimento con un formidabile colpo di spada che gli distrugge tutte le costole.